# Inwazja Izraela na Liban (2024)
Inwazja Izraela na Liban, nazywana również III wojną libańską – konflikt zbrojny pomiędzy Izraelem a zbrojnym skrzydłem libańskiej partii Hezbollah. Lądowa inwazja wojsk izraelskich, której deklarowanym celem było zniszczenie infrastruktury wojskowej Hezbollahu w południowym Libanie, rozpoczęła się 1 października 2024 roku.

## Tło
Konflikt jest związany z rozprzestrzenianiem się wojny między Izraelem a Hamasem. Terytorium południowego Libanu jest de facto kontrolowane przez Hezbollah. Konflikt pomiędzy tymi dwoma siłami trwa od lat 80. XX wieku, a w jego ramach w czasie roku poprzedzającego izraelską inwazję wielokrotnie dochodziło do ostrzału terytorium Izraela z infrastruktury wojskowej Hezbollahu zlokalizowanej w południowym Libanie, co zmuszało obywateli Izraelu do opuszczenia terytoriów przy północnej granicy tego kraju.
Inwazja została poprzedzona eksplozjami pagerów i krótkofalówek, które zabiły 38 członków Hezbollahu (a według Reutersa około 1500 bojowników utraciło zdolność do walki), oraz operacją „Północne Strzały”, której oficjalnym celem były pozbawienie Hezbollahu zdolności do zagrożenia północnej części Izraela; operacja uchodzi też za drugi front wojny w Strefie Gazy. W wyniku operacji lotniczej wojsko izraelskie zabiło w nalotach dowódcę sił specjalnych Hezbollahu Ibrahima Akila oraz przywódcę tego ugrupowania Hasana Nasrallaha. W ten sposób przed rozpoczęciem lądowej inwazji większość dowództwa Hezbollahu została zabita.

## Przebieg wydarzeń
30 września 2024 roku izraelskie wojsko ogłosiło północną granicę Izraela zamkniętą strefą wojskową. Tego samego dnia wojsko libańskie wycofało się z niebieskiej linii. Rzecznik Sił Obronnych Izraela (IDF) Daniel Hagari ogłosił, iż celem inwazji jest zniszczenie infrastruktury wojskowej Hezbollahu w południowym Libanie, która mogłaby zagrozić Izraelowi. Według Hagariego Hezbollah szykował się do ataku podobnego jak ten, którego 7 października 2023 roku dokonał Hamas.
1 października wojska izraelskie przekroczyły granicę lądową z Libanem. Według komunikatu IDF wojska izraelskie zaatakowały infrastrukturę wojskową w Kafar Kila, Ajta asz-Szab, Majs al-Dżabal i Al-Adajsie. Doszło do pierwszych starć pomiędzy siłami Izraela i Hezbollahu. Według Hezbollahu bojownicy zabili kilku żołnierzy izraelskich w Jarun i Al-Adajsie. Ponadto w ramach odwetu za inwazję Hezbollah ponownie ostrzelał Izrael. Nazajutrz IDF potwierdziły śmierć ośmiu żołnierzy. Alarmowano także, iż inwazja pogłębiła kryzys humanitarny w Libanie.
Irański Korpus Strażników Rewolucji Islamskiej w ramach odwetu wystrzelił w kierunku Izraela co najmniej 181 rakiet (Operacja „Dotrzymana Obietnica 2”); część pocisków wystrzelonych w ramach zmasowanego ostrzału przedarła się przez Żelazną Kopułę i trafiła w obiekty na terenie Tel Awiwu-Jafy.
3 października w Bint Dżubajl izraelska armia zaatakowała posterunek wojskowy libańskiej armii. Spowodowało to pierwsze od rozpoczęcia inwazji stracie libańskiej państwowej armii z IDF. W wyniku starcia zginął jeden libański żołnierz. Kolejny libański żołnierz zginął w ataku na At-Tajbę. Tegoż dnia w kolejnych nalotach bombowych na Dahiję zginął Haszim Safi ad-Din, przewodniczący Rady Wykonawczej Hezbollahu; jego śmierć potwierdzono dopiero dwa tygodnie później.
4 października w ataku Sił Powietrznych Izraela (IAF) na centrum medyczne w Bejrucie zginęło 9 osób, w tym 7 medyków.
Liczebność izraelskich wojsk inwazyjnych oceniano 8 października na 15 tysięcy żołnierzy. Według źródeł powiązanych z Hezbollahem Izrael miał zaś 9 października wycofać swoje siły z Al-Adajsy. 9 października nalot IAF na kościół w Derdghaya zabił 8 osób. 
10 października ostrzał ze strony Izraela zranił dwóch pracowników UNIFIL – działającej w Libanie misji pokojowej ONZ. Tegoż dnia 22 Libańczyków zginęło w nalocie Izraela w centrum Bejrutu, zaś 15 żołnierzy UNIFIL zostało rannych w ataku na Ramję. 11 października izraelski atak zabił dwóch libańskich żołnierzy.
13 października Hezbollah przeprowadził skuteczny atak dronem na bazę Brygady Golani w Binjaminie, w którym zginęło 4 izraelskich żołnierzy. Po tym uderzeniu zwracano uwagę, że izraelska obrona powietrzna nie radzi sobie z produkowanymi w Iranie dronami, które latają „na takiej wysokości jak ptaki”. Stany Zjednoczone zapowiedziały wysłanie do Izraela baterii systemu przeciwrakietowego THAAD. 14 października izraelski nalot uderzył w maronickie chrześcijańskie miasto Aitou w północnym Libanie, zabijając 21 osób i raniąc osiem.
16 października zdobyta przez IDF wieś Muhajbib została doszczętnie zniszczona (wysadzona) przez oddział z 91 Dywizji. Podobny los spotkał potem także przygraniczne wsie Umm at-Tut i Marwahin. Według prawa międzynarodowego taka celowa i rozległa (extensive) destrukcja może stanowić zbrodnię wojenną. Również 16 października Izrael zbombardował budynek rady miejskiej w An-Nabatijja, zabijając 16 osób, w tym burmistrza, i raniąc dalsze 52 osoby.
Po tym jak 16 października w Strefie Gazy zginął przywódca Hamasu Jahja Sinwar, Hezbollah zapowiedział „nową fazę” wojny z Izraelem. 19 października dron wysłany z Libanu uderzył w dom Binjamina Netanjahu w Cezarei, polityk nie był jednak obecny na miejscu. Tegoż dnia atak izraelskiego drona na Sahel Alma zabił 2 osoby, natomiast w Ramji rannych zostało czterech żołnierzy UNIFIL.
W kolejnych dniach Hezbollah poinformował o wystrzeleniu pocisków wymierzonych w obiekty wojskowe pod Hajfą i Tel Awiwem, z których część została strącona. Tymczasem IAF zbombardowały 23 października historyczne miasto Tyr, gdzie według libańskiego ministerstwa zdrowia zginęło 28 osób.
Ludowy Front Wyzwolenia Palestyny poinformował, że dniach 26–27 października poległo dwóch jego bojowników walczących przy granicy libańsko-izraelskiej, w tym dowódca polowy Sulejman al-Ahmad.
29 października Naim Kassem został ogłoszony nowym przywódcą Hezbollahu. 
Do końca października izraelska inwazja nie poczyniła znaczących postępów terytorialnych, pomimo że zaangażowane siły były większe niż w 2006 roku. W ciągu miesiąca zginęło oficjalnie 35 żołnierzy IDF, zaś według niepotwierdzonych doniesień straty IDF wynosiły ponad 90 zabitych. W wyniku konfliktu co najmniej 20 żołnierzy UNIFIL zostało rannych.
26 listopada Izrael i Hezbollah zgodziły się na zawieszenie broni, które przewiduje, że bojownicy Hezbollahu opuszczą granicę z Izraelem, w zamian za wycofanie wojsk izraelskich z południowego Libanu i zaprzestanie nalotów. Swą obecność w południowej części kraju ma wzmocnić państwowa armia libańska, która ma rozmieścić tam 5000 żołnierzy. Porozumienie o zawieszeniu broni między Izraelem a Hezbollahem weszło w życie o godzinie 4:00 następnego dnia.

## Reakcje międzynarodowe
- ONZ: Według UNICEF w październiku 2024 w Libanie „codziennie ginęło jedno dziecko”[55]. Żołnierze misji UNIFIL uczestniczyli w niesieniu pomocy humanitarnej m.in. w Tyrze[56].
- Liban: premier Nadżib Mikati zabiegał o zawieszenie broni i realizację rezolucji RB ONZ nr 1701[57]. Premier spotkał z ambasadorami Chin, USA, Rosji, Francji i Wielkiej Brytanii, chcąc nakłonić te państwa do „wywarcia presji” na Izrael; skrytykował też „milczącą społeczność międzynarodową”[58].
- Rosja wezwała do wycofania wojsk izraelskich z Libanu[59].
- Stany Zjednoczone: sekretarz stanu Antony Blinken odwiedził Izrael, a następnie Arabię Saudyjską, gdzie rozmawiał o ewentualnym rozejmie w Strefie Gazy i Libanie[49].